# Jan (Pavlović)
Jan, imię świeckie Joco Pavlović (ur. 22 października 1936 w Medincach, zm. 3 kwietnia 2014 w Zagrzebiu) – serbski biskup prawosławny.

## Życiorys
Ukończył seminarium duchowne św. Sawy przy monasterze Rakovica, zaś w 1963 uzyskał dyplom na kierunku teologia na Uniwersytecie Belgradzkim. W ramach studiów podyplomowych ukończył studia w zakresie teologii ewangelickiej, rzymskokatolickiej oraz bizantologii (w Schleswigu i Kiel).
Po powrocie do Jugosławii pracował jako wykładowca w seminarium duchownym w Prizrenie (1966–1967) i w seminarium przy monasterze Krka. Tam też złożył wieczyste śluby zakonne 18 listopada 1967, zaś następnego dnia przyjął święcenia diakońskie. 2 marca 1969 został hieromnichem. W monasterze, oprócz obowiązków wykładowcy seminarium, pracował jako kierownik biblioteki klasztornej. W 1972 uzyskał tytuł naukowy profesora nauk teologicznych.
Uczestniczył w ruchu ekumenicznym i działał w Światowej Radzie Kościołów. W 1992 podpisał porozumienie między Serbskim Kościołem Prawosławnym a rządem Chorwacji, regulującym ich wzajemne relacje.
21 maja 1977 otrzymał nominację na biskupa lepawińskiego, wikariusza eparchii belgradzkiej. W 1982 objął katedrę zagrzebską i lublańską. Od 1994 do 2011 jego jurysdykcja obejmowała również parafie etnicznie serbskie we Włoszech (następnie przekazane eparchii austriacko-szwajcarskiej).